# Ochyrocera caeruleoamethystina
Ochyrocera caeruleoamethystina is een spinnensoort uit de familie Ochyroceratidae. De soort komt voor in Frans-Guyana.